# Juliusz Cezar (opera)
Juliusz Cezar (Giulio Cesare in Egitto, HWV 17) – opera w trzech aktach skomponowana przez Georga Friedricha Händla do libretta Nicoli Francesco Hayma. Jest jedną z najczęściej wykonywanych oper barokowych. We współczesnych aranżacjach rolę Cezara napisaną dla kastrata altowego Senesino śpiewają kontralty, mezzosoprany lub kontratenorzy.

## Osoby
- Juliusz Cezar (Giulio Cesare)
- Ptolomeusz, król Egiptu (Tolomeo)
- Curio, dowódca wojsk Cezara (Curio)
- Kleopatra (Cleopatra)
- Achillas, dowódca wojsk Ptolomeusza (Achilla)
- Sekstus (Sesto)
- Kornelia (Cornelia)
- Nirenus (Nireno)

## Historia utworu
Premiera odbyła się w Londynie 20 lutego 1724 roku, gdzie przedstawienie odniosło wielki sukces. W kolejnych latach opera wystawiana była w Paryżu, Hamburgu i Brunszwiku. W wieku XIX wraz z wieloma innymi dziełami Händla popadła w zapomnienie. W XX wieku pierwsze przedstawienie opery odbyło się w Göttingen w 1922 roku. W 1927 roku opera miała swoją premierę w Stanach Zjednoczonych w Northampton w Massachusetts, a w 1936 roku w Polsce, w Poznaniu.
Obecnie Juliusz Cezar wystawiany jest regularnie będąc jedną z najczęściej wykonywanych oper barokowych.